# انجار

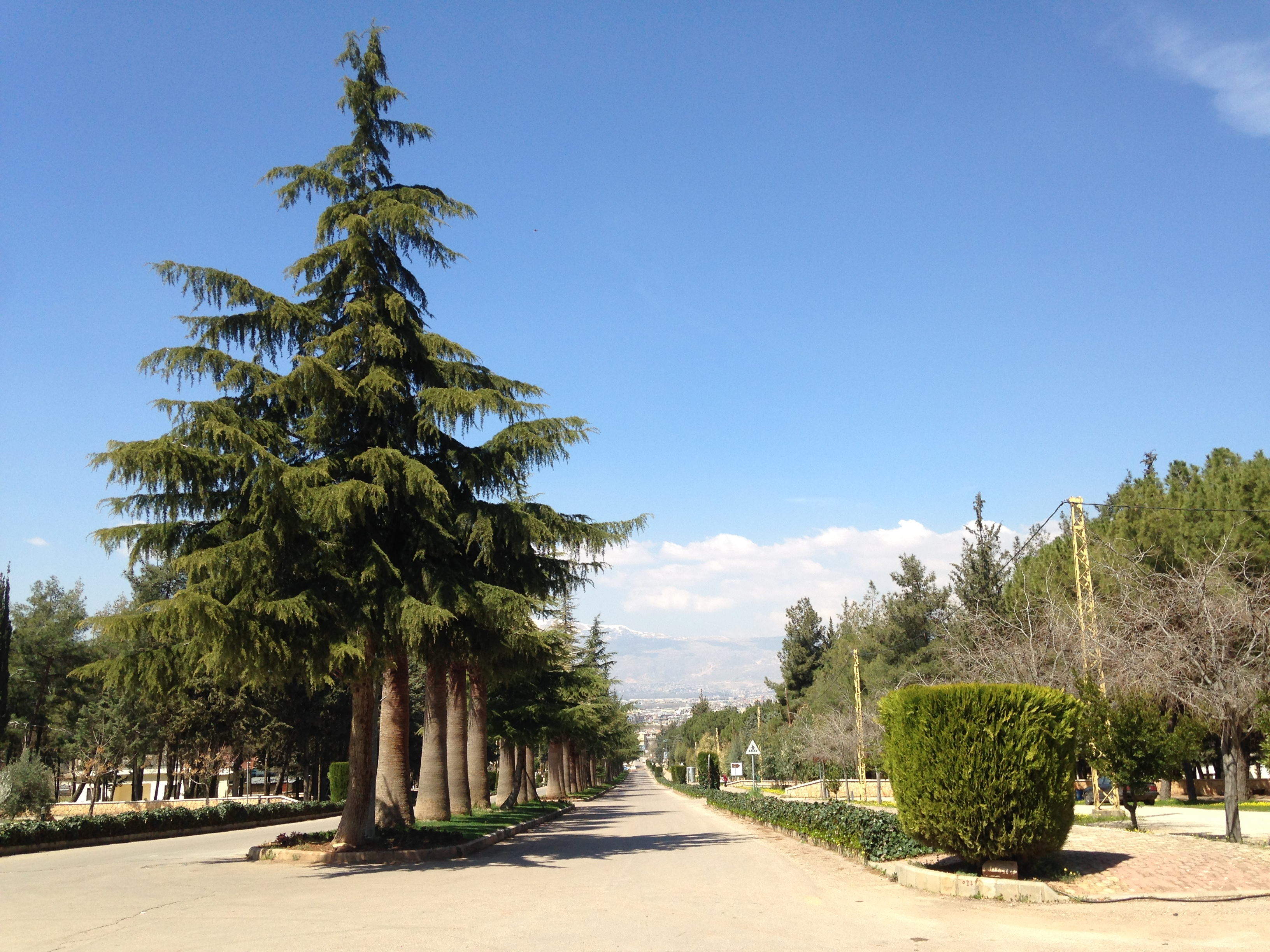
جاده اصلی آنجار

انجار (عربی: عنجر'Anjar ; ارمنی: Անճար)، شهری در لبنان است که در دره بقاع واقع شده‌است. جمعیت آن ۲۴۰۰ نفر است، که تقریباً بیشتر ساکنین ان را ارمنی‌های لبنان تشکیل می‌دهند. مساحت کل حدود بیست کیلومتر مربع (۷٫۷ مایل مربع) است. در تابستان، تعداد جمعیت به ۳۵۰۰ نفر افزایش می‌یابد، زیرا اعضای دیار ارمنی برای بازگشت به آنجا بازمی‌گردند. در دنیای باستان به Chalkis معروف بود.

## تاریخ
استقرار این شهر معمولاً در آغاز قرن هشتم به عنوان یک کاخ-شهر به خلیفه امویان ولید بن عبدالملک نسبت داده می‌شود.  با این حال، مورخ جری باکاراک ادعا می‌کند که پسر آل ولید، العباس، که مسئولیت تأسیس آنجار را در سال ۷۱۴ قمری بر عهده داشت، با استناد به تئوفانس، که ثبت کرده‌است که العباس این شهر را ساخته‌است.
پس از رها شدن در سالهای بعد، آنجار در سال ۱۹۳۹ با چند هزار پناهجوی ارمنی از منطقه موسی داغ اسکان داده شد. محله‌های آن پس از شش روستای موسی داغ نامگذاری شده‌است: حاجی حبیبلی، کبوسیه، واکیف، خضر بیک، یغونولوک و بیتیاس. ارتش سوریه آنجار را به عنوان یکی از پایگاه‌های اصلی نظامی خود در دره بقاع و مقر سرویسهای اطلاعاتی این کشور انتخاب کرد.

## نگارخانه

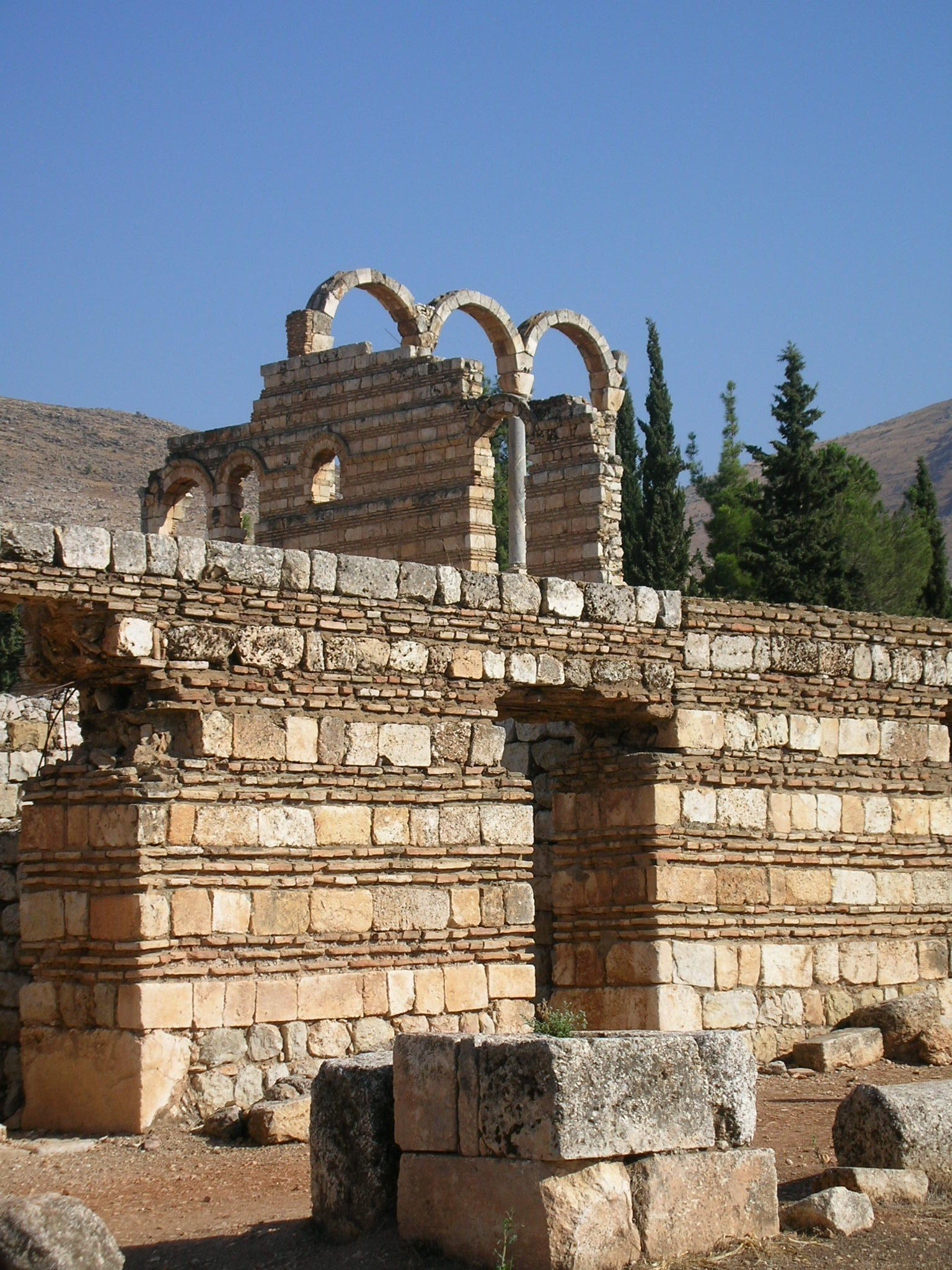